# Aasiaat Lufthavn
Aasiaat Lufthavn (IATA: JEG, ICAO: BGAA) er en grønlandsk flyveplads beliggende i Aasiaat (Egedesminde) med en asfaltlandingsbane på 799 m x 30 m. I 2008 var der 20.912 afrejsende passagerer fra flyvepladsen fordelt på 1.346 starter (gennemsnitligt 15,54 passagerer pr. start).
Aasiaat Lufthavn drives af Mittarfeqarfiit, Grønlands Lufthavnsvæsen. Statens Luftfartsvæsen fører tilsyn med flyvepladsen.

## Eksterne links
- AIP for BGAA fra Statens Luftfartsvæsen Arkiveret 13. marts 2013 hos  Wayback Machine